# Regla y compás

Construcción de un hexágono regular con regla y compás

Construcción de un pentágono regular

La construcción con regla y compás es el trazado de puntos, segmentos de recta y ángulos usando exclusivamente una regla y compás idealizados. La geometría clásica griega impuso esa norma para las construcciones, aunque los griegos también investigaron las que pueden obtenerse con instrumentos menos básicos.
A la regla se le supone longitud infinita, carencia de marcas que permitan medir o trasladar distancias, y un solo borde. Del compás se supone que se cierra súbitamente cuando se separa del papel, de manera que no puede utilizarse directamente para trasladar distancias, porque «olvida» la separación de sus puntas en cuanto termina de trazar la circunferencia. Esta restricción del compás parece muy incómoda para los usuarios de compases reales, pero carece por otro lado de importancia matemática, porque el traslado de distancias se puede realizar de forma indirecta.
Cualquier punto que sea obtenible usando regla y compás puede conseguirse también usando únicamente compás. Como se verá, algunos problemas de geometría plana clásica imponen la restricción de «solo compás».[cita requerida]
Los problemas más famosos que se propusieron para su resolución «con regla y compás» son la proverbial cuadratura del círculo, la duplicación del cubo y la trisección del ángulo, a los que a veces se añade la construcción del heptágono regular, el primero de los infinitos polígonos regulares imposibles de trazar mediante regla y compás. Tienen en común ser de resolución imposible: está matemáticamente demostrado que no se puede cuadrar el círculo, ni duplicar el cubo, ni trisecar el ángulo, ni trazar un heptágono regular usando exclusivamente la regla y el compás idealizados de la geometría griega. 
Pese a esa «imposibilidad lógica» insalvable, muchos persisten en el intento de resolver estos famosos problemas. Quizás, porque no aciertan a explicarse la imposibilidad, dado que son resolubles si se permiten transformaciones geométricas que no pueden realizarse con regla y compás «euclídeos». Duplicar el cubo es posible utilizando algunas construcciones geométricas que solo requieren un poco más que la regla y el compás clásicos. 

## La regla y el compás de la geometría clásica

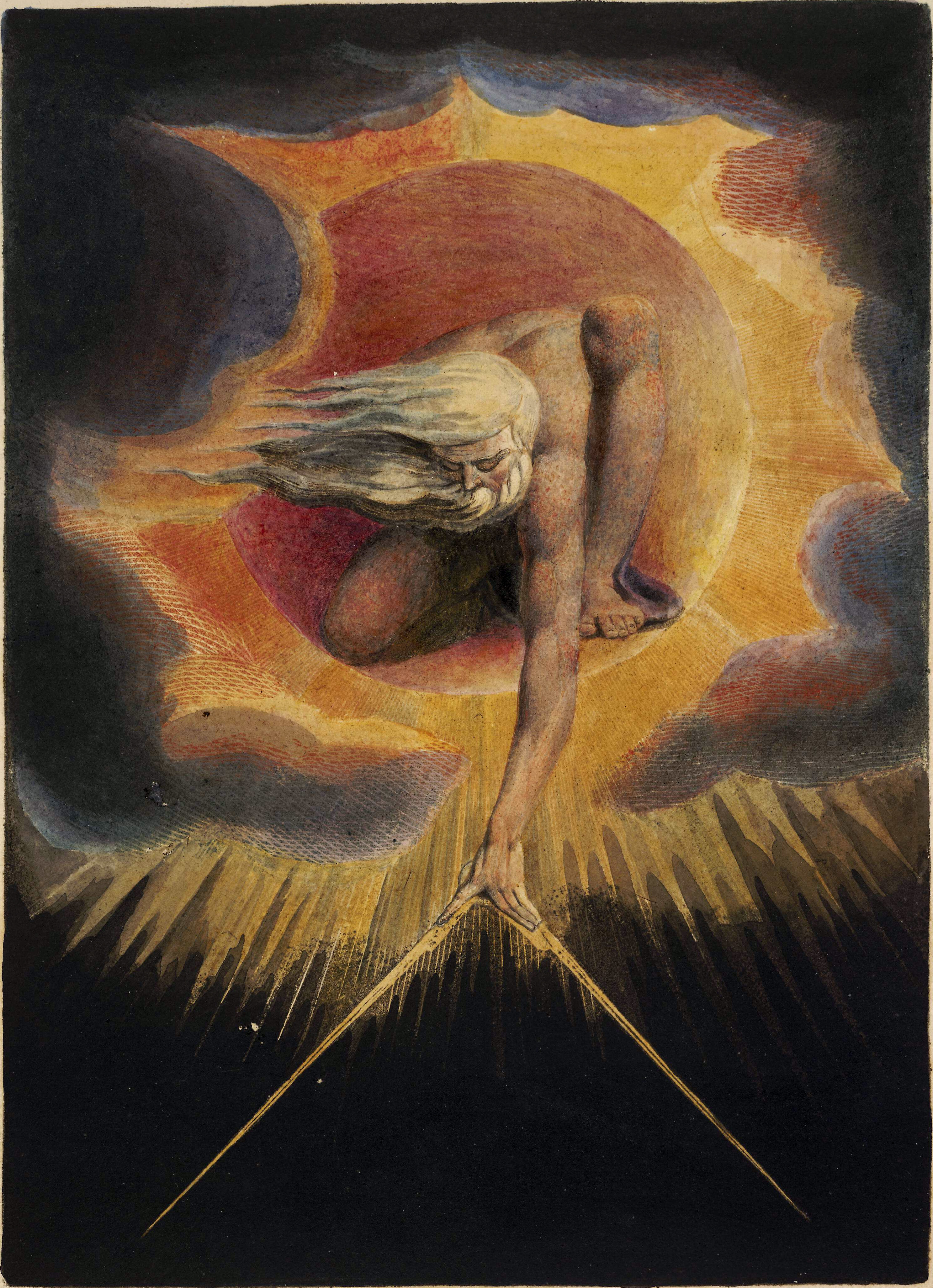
Compás idealizado. William Blake.

La regla y el compás de las construcciones geométricas son idealizaciones de las reglas y compases del mundo real. Son conceptos matemáticos abstractos, como pueda serlo la raíz cuadrada, y no instrumentos físicos.
- El compás puede trazar circunferencias de cualquier radio dado, pero a diferencia de la mayoría de compases reales, no tiene ninguna marca que permita repetir una abertura predeterminada. Solo puede abrirse entre puntos que hayan sido previamente construidos, así que en realidad su única función es trazar una circunferencia, o parte de ella, con un centro predeterminado y un radio también determinado por un punto prefijado. Además, se trata de un compás "idealizado", que en cuanto deja de tocar el papel se cierra, perdiendo todo recuerdo del radio de la circunferencia que acaba de trazar.

- La regla, carece de marcas que permitan medir con ella, y solo tiene un borde, cosa insólita en las reglas mundanas (si tuviera, por ejemplo, dos bordes, permitiría trazar rectas paralelas). Puede usarse solo con un fin modesto: trazar una recta entre dos puntos que ya existan en el papel, o bien prolongar (tanto como se desee, eso sí) una de esas rectas.

Por supuesto, la regla y compás ideales deben usarse para hacer construcciones ideales. Los dibujos del mundo real tienen imperfecciones: los puntos son en realidad manchas tridimensionales, los segmentos de recta son en realidad cuasi-paralelepípedos o «franjas» algo irregulares de cierta anchura y altura, etc. Estas manchas proyectan sombras cuando son iluminadas por lámparas especiales de luz rasante, que se utilizan profesionalmente para el estudio de las falsificaciones, pues permiten distinguir si un trazo está por encima de otro observando las sombras. Pero las construcciones con regla y compás de la geometría clásica se hacen en la mente, más que en el papel, y son tan idealmente precisas como el álgebra.
Puestas así las cosas, parecería que las construcciones con regla y compás son un simple «juego», más que una disciplina científica seria. Buscar la solución a cualquier construcción particular es un pasatiempo interesante, pero el verdadero interés científico, que  estuvo abierto durante más de dos mil años hasta ser resuelto en el siglo XIX, coincidiendo con la demostración de los teoremas fundamentales sobre ecuaciones polinómicas, con la comprensión profunda de los números irracionales y trascendentes y con la aparición del álgebra abstracta, está en los problemas que desbordan los límites de lo factible con regla y compás. Lo interesante es lo que no se puede hacer con regla y compás.
Los tres problemas insolubles clásicos de construcción con regla y compás son:

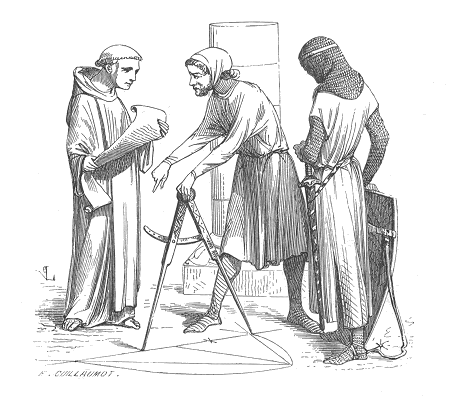
Ilustración de un diccionario de arquitectura francesa, el Dictionnaire Raisonné de l'architecture Française du XIe au XVIe siècle (1856).

- Cuadratura del círculo: Se trata de dibujar un cuadrado que tenga la misma superficie que un círculo dado. Se aporta como dato de partida el círculo a cuadrar (su centro y uno de los puntos de su circunferencia), y se considera resuelto el problema cuando consigue trazarse el segmento de recta que es un lado del cuadrado que iguala el área de dicho círculo.

- Duplicación del cubo: Ha de dibujarse el lado de un cubo cuyo volumen duplique al de otro cubo del que se da el lado como dato de partida.

- Trisección del ángulo: Debe dividirse un ángulo dado en tres ángulos más pequeños, los tres del mismo tamaño, cuya suma sea igual al ángulo dado. Se aporta como dato el ángulo a trisecar (las dos rectas que lo forman, o puntos que permitan trazarlas) y se consideraría resuelto el problema cuando se traza un ángulo cuya apertura es un tercio de la del ángulo dado.

Estos problemas resistieron durante 2000 años los incontables intentos de encontrar construcciones que los resolvieran con regla y compás, de acuerdo con las normas antes indicadas. A mediados del siglo XIX se demostró matemáticamente que es imposible hacerlo.
Los tres problemas clásicos no son los únicos cuya solución se ha demostrado imposible. La construcción de determinados (infinitos) polígonos regulares, como por ejemplo el heptágono (polígono regular de 7 lados) o el endecágono (polígono regular de 11 lados) también es imposible con regla y compás.

## Historia
Los matemáticos clásicos griegos fueron quienes intentaron hacer construcciones con regla y compás por primera vez; descubrieron cómo construir sumas, diferencias, productos, razones y raíces cuadradas de longitudes dadas. Sabían también bisecar ángulos, doblar cuadrados (construir un cuadrado con área doble de uno dado), construir un cuadrado con la misma área que un polígono dado, y construir polígonos regulares de 3, 4 y 5 lados o uno con el doble de lados que otro dado. En cambio, no sabían trisecar ángulos excepto en algunos casos particulares, como el ángulo llano, o el ángulo recto, ni construir un cuadrado con igual área que un círculo dado o polígonos con un número de lados distinto de los descritos antes (el heptágono, por ejemplo). Tampoco eran capaces de construir el lado de un cubo cuyo volumen debería ser el doble que el de otro cubo dado.
Hipócrates y Menecmo mostraron que el volumen del cubo podía ser doblado encontrando intersecciones de hipérbolas y parábolas, pero estas no podían ser construidas con regla y compás. En el siglo quinto antes de nuestra era, Hipias usó una curva, a la que llamó cuadratriz, tanto para trisecar el ángulo general como para llevar a cabo la cuadratura del círculo, y Nicomedes, en el siglo segundo antes de Cristo mostró cómo usar un concoide para trisecar un ángulo arbitrario; pero ninguno de estos métodos podía ser ejecutado mediante el uso exclusivo de regla y compás.
En dos milenios no se consiguió ningún progreso en estos problemas sin resolver, hasta que, en 1796, Gauss mostró que un polígono regular de 17 lados sí podía ser construido con estas herramientas; cinco años después demostró un criterio suficiente para que un polígono regular de {\displaystyle n} lados fuera construible.
En 1837, Pierre Wantzel publicó demostraciones de la imposibilidad de la trisección del ángulo general y de la duplicación del cubo, basadas en la imposibilidad de construir raíces cúbicas de longitudes con regla y compás. También demostró que la condición suficiente de constructibilidad de polígonos regulares que había demostrado Gauss era también necesaria.
Más tarde, en 1882, Lindemann demostró que {\displaystyle \pi } es un número trascendente, de lo que se puede deducir que es imposible, sólo con regla y compás, la cuadratura del círculo.

## Las construcciones básicas
Todas las construcciones con regla y compás son aplicaciones sucesivas de cinco construcciones básicas, usando en cada una los puntos, rectas y círculos que se hayan creado en fases anteriores. Esas cinco únicas construcciones posibles son:
1. Crear el segmento de recta que une dos puntos preexistentes (en realidad, la recta: recuérdese que la regla es de longitud infinita).
2. Crear el círculo con centro en un punto dado y cuya circunferencia toca otro punto dado
3. Crear el punto en el que se intersecan dos rectas no paralelas.
4. Crear el punto, o la pareja de puntos, en los que se intersecan (si lo hacen) una línea y una circunferencia.
5. Crear el punto o el par de puntos en los que se intersecan (si lo hacen) dos circunferencias.

Por ejemplo, partiendo de dos puntos dados, se puede crear una recta, o bien se pueden crear dos círculos (cada punto hace de centro de un círculo y de extremo de otro). Si optamos por los dos círculos, su intersección dará lugar a dos nuevos puntos. Si trazamos segmentos de recta entre los puntos originales y uno de los nuevos puntos, habremos construido un triángulo equilátero. Así pues, el problema: "construir un triángulo equilátero dado uno de sus lados (o los puntos extremos de uno de sus lados) es trivialmente resoluble con regla y compás.

## Construcciones clásicas con regla y compás
Las construcciones con regla y compás más utilizadas incluyen las siguientes:
- Construir la mediatriz un segmento.
- Encontrar el punto medio de un segmento.
- Dibujar la recta perpendicular a otra que pase por un punto dado.
- Bisecar un ángulo.
- Reflejar un punto respecto a una recta.
- Construir la recta tangente a una circunferencia que pasa por un punto dado.
- Construir la circunferencia que pasa por tres puntos no alineados.
- Construir la recta paralela a otra que pasa por un punto dado.

A continuación se presentan animaciones o imágenes que representan estas construcciones con regla y compás (se pueden ver en más detalle dentro de los artículos enlazados en la anterior lista):

Construcción de la mediatriz de un segmento {\displaystyle AB} y su punto medio {\displaystyle M}.
Perpendicular a la recta {\displaystyle AB} que pasa por {\displaystyle P}. Se construye como la mediatriz del segmento {\displaystyle A'B'} determinado por dos puntos de {\displaystyle AB}equidistantes de {\displaystyle P}. El punto {\displaystyle Q} es la reflexión de {\displaystyle P} respecto de {\displaystyle AB}.
Construcción de la bisectriz de un ángulo.
Recta tangente a un círculo con centro en {\displaystyle O} que pasa por {\displaystyle P}. Se construye una circunferencia de diámetro {\displaystyle OP}. Las rectas que determinadas por {\displaystyle P} y las intersecciones {\displaystyle T} son tangentes al círculo inicial (ver en enlace en la lista anterior)
Circunferencia por tres puntos. Ver el enlace en la lista anterior para una explicación.
Paralela a una recta por un punto dado. Los arcos trazados con el mismo color corresponden a radios iguales.

## Puntos y longitudes construibles
Uno de los objetivos de este artículo es demostrar la imposibilidad de ciertas construcciones sólo con regla y compás. Hay muchas formas distintas de demostrar que algo es imposible. La estrategia que se seguirá en este artículo para presentar un esquema informal de las demostraciones de imposibilidad de los problemas clásicos es la de determinar en primer lugar los límites de la regla y el compás —lo que se puede hacer y lo que no se puede hacer con ellos—, y mostrar seguidamente que para resolver los problemas deberían superarse tales límites.
Usando regla y compás se pueden definir coordenadas en el plano. Se parte de dos puntos que han de considerarse «dados», y se traza la recta que pasa por ambos. Se llama al resultado «eje {\displaystyle X}», y se define la longitud entre los dos puntos dados como unidad de longitud.
Por tanto, tener dos puntos como datos de partida es equivalente a tener un eje de coordenadas y una unidad de longitud.
Ahora bien: una de las construcciones más sencillas con regla y compás es la de trazar una recta perpendicular a otra dada, como se ha dicho en el apartado anterior, así que se hace precisamente eso, con lo que se obtiene un «eje {\displaystyle Y}».
Así pues, tener dos puntos como datos es equivalente a tener un sistema de coordenadas cartesianas, con ejes {\displaystyle X} e {\displaystyle Y}, y con unidad de distancia. Tenemos pues un plano euclídeo. 
Por otro lado, un punto {\displaystyle (x,y)} en el plano euclídeo puede identificarse con el número complejo {\displaystyle x+yi}. Se puede identificar el espacio creado con dos puntos dados, por tanto, con el conjunto de números complejos. Enunciamos ahora la definición de constructibilidad: Si, dado un punto cualquiera en el plano complejo, este se puede obtener por aplicaciones sucesivas de la regla y el compás (diremos que se puede construir) entonces se podrá decir que ese punto es un número complejo construible. 
Por ejemplo, si se dan dos puntos como datos, los números complejos {\displaystyle 1}, {\displaystyle -1}, {\displaystyle 1+i}, {\displaystyle 1-i}, etc. son fácilmente construibles.

De hecho, con construcciones conocidas de la geometría euclidiana se pueden construir los números complejos de la forma {\displaystyle a+bi} siempre que {\displaystyle a} y {\displaystyle b} sean números racionales. De modo más general, usando las mismas construcciones, uno puede, dados dos números complejos {\displaystyle z} y {\displaystyle w}, construir {\displaystyle z+w}, {\displaystyle z-w}, {\displaystyle z\cdot w}, y {\displaystyle z/w}. Esto se puede demostrar como sigue:  
| Demostración |
| Dados dos números complejos {\displaystyle z=a+bi,w=c+di} con coeficientes racionales, las operaciones anteriores se escriben como {\displaystyle z+w=(a+c)+(b+d)i,\quad z-w=(a-c)+(b-d)i,\quad z\cdot w=(ac-bd)+(ad+bc)i,\quad z/w={\frac {ac+bd}{c^{2}+d^{2}}}+{\frac {bc-ad}{c^{2}+d^{2}}}i} Será suficiente ver que dados dos números racionales, podemos construir su suma, diferencia, producto y razón, pues, si sabemos hacer esto, sabemos construir los coeficientes de cada una de las operaciones, y para acabar de construir el número complejo sólo queda trasladar la parte imaginaria al eje {\displaystyle Y}, que se puede hacer construyendo con el compás una circunferencia de centro el origen que pase por el número que queremos trasladar y considerando su intersección con el dicho eje {\displaystyle Y} y, una vez hecho esto, construir rectas paralelas a los ejes {\displaystyle X} e {\displaystyle Y} que pasen, respectivamente, por las partes imaginaria y real, y su intersección será el número complejo deseado. Ahora, dados dos números racionales, podemos construir su suma y diferencia fácilmente. Basta hacer una circunferencia centrada en el primero, con radio el valor absoluto del otro (que se puede obtener poniendo la aguja del compás en el origen y abriendo el mismo hasta llegar al segundo número) y considerar las intersecciones de esta circunferencia con el eje {\displaystyle X}. Tomamos la de la derecha para la suma y la de la izquierda para la resta. El producto y la razón son construibles mediante las siguientes figuras, que utilizan el teorema de Tales. El algoritmo para el producto es el siguiente: 1. Construye un segmento {\displaystyle AE} de longitud unidad. 2. Desde {\displaystyle E}, construye un segmento {\displaystyle EC} de longitud {\displaystyle a} en un ángulo {\displaystyle \alpha } ni nulo ni llano con el primer segmento construido. 3. Desde {\displaystyle A}, construye un segmento {\displaystyle AB} de longitud {\displaystyle b} paralelo a {\displaystyle AE}. 4. Construye la recta paralela a {\displaystyle EC} que pasa por {\displaystyle B}. 5. Construye la recta que determinan {\displaystyle AC}. 6. Considera la intersección de estas últimas rectas y llámala {\displaystyle D} (existe porque {\displaystyle \alpha } no es ni nulo ni llano por construcción). 7. Por el teorema de Tales, el segmento {\displaystyle AD} tiene longitud {\displaystyle a\cdot b}. Podemos construir la razón de forma similar (ver figura). |

| Construcción con regla y compás del producto y la razón de números racionales | Construcción con regla y compás del producto y la razón de números racionales |
| ----------------------------------------------------------------------------- | ----------------------------------------------------------------------------- |
| {\displaystyle x=a\cdot b}                                                    | {\displaystyle x=a/b}                                                         |

Esto muestra que los números construibles forman un cuerpo, que por tanto es un subcuerpo de los números complejos. Puede demostrarse algo más: dada una longitud construible es posible construir su conjugado y su raíz cuadrada.
El conjugado de un número complejo {\displaystyle z=a+bi} viene dado por la siguiente fórmula: {\displaystyle {\bar {z}}=a+(-b)i}, y se puede construir, porque es resta de números construibles. Para la raíz cuadrada, la de un complejo se puede expresar algebraicamente como {\displaystyle {\sqrt {a+bi}}={\sqrt {\frac {{\sqrt {a^{2}+b^{2}}}+a}{2}}}+i\ \operatorname {sgn}(b)\ {\sqrt {\frac {{\sqrt {a^{2}+b^{2}}}-a}{2}}},} como se afirma en el artículo sobre raíces cuadradas. Todas las operaciones que se utilizan ya ha sido demostrado que son construibles, excepto la raíz cuadrada de un número racional. En efecto, también la podemos construir mediante el uso de regla y compás como sigue. Sea {\displaystyle a} el racional del que queremos construir la raíz cuadrada. Seguimos los siguientes pasos:

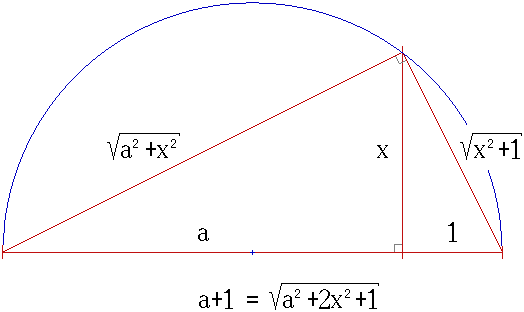

1. Construimos un segmento de longitud {\displaystyle a} y, a continuación, uno de longitud {\displaystyle 1}.
2. Hallamos el punto medio {\displaystyle M} de este segmento.
3. Construimos la circunferencia de centro {\displaystyle M} que pasa por los extremos del segmento antes construido.
4. Desde el final del segmento de longitud {\displaystyle a} construimos una perpendicular a ese mismo segmento.
5. Consideramos la intersección de esta perpendicular y la circunferencia.
6. La distancia entre este punto y el final del segmento de longitud {\displaystyle a} es, por el teorema de Pitágoras y por semejanza de triángulos, {\displaystyle {\sqrt {a}}}, como se ve en la figura.

Recíprocamente, como el uso de herramientas está restringido a la regla y el compás, las únicas formas de construir puntos nuevos es como intersección de dos rectas, o de una recta y una circunferencia, o de dos circunferencias. Usando las ecuaciones de las rectas y de las circunferencias, puede demostrarse que los puntos en los que se intersecan yacen en una extensión cuadrática del cuerpo más pequeño, {\displaystyle F}, que contenga dos puntos en la recta, el centro del círculo, y el radio del círculo. Es decir, que los puntos con intersección son de la forma {\displaystyle x+y{\sqrt {k}}}, donde {\displaystyle x}, {\displaystyle y} y {\displaystyle k} están en {\displaystyle F}. 
Es decir, al principio podemos construir el cuerpo {\displaystyle F_{0}=\mathbb {Q} } todos los números racionales (y, con ello, los complejos con coeficientes racionales); podemos, después, tomar la raíz de cualquier número racional y construir el cuerpo {\displaystyle F_{1}} con números de la forma {\displaystyle x+y{\sqrt {k}}}, con {\displaystyle x,y,k} racionales y {\displaystyle k} el racional del que hemos construido la raíz. Podemos continuar tomando un elemento cualquiera de {\displaystyle F_{1}} como, por ejemplo, {\displaystyle k={\frac {1}{2}}-{\frac {2}{15}}{\sqrt {\frac {3}{5}}}}, tomando su raíz y construyendo el cuerpo {\displaystyle F_{2}} de elementos de la forma {\displaystyle x+y{\sqrt {k}}} con {\displaystyle x,y\in F_{1}}. Y así sucesivamente podemos construir raíces cuadradas de combinaciones de raíces cuadradas, etc. y construir números como, por ejemplo,{\displaystyle -{\frac {1}{16}}\;+\;{\frac {1}{16}}{\sqrt {17}}\;+\;{\frac {1}{16}}{\sqrt {34-2{\sqrt {17}}}}\;+\;{\frac {1}{8}}{\sqrt {17+3{\sqrt {17}}-{\sqrt {34-2{\sqrt {17}}}}-2{\sqrt {34+2{\sqrt {17}}}}}}}.
Es decir, dado que el cuerpo de los puntos construibles es cerrado para las raíces cuadradas, contiene a todos los puntos que puedan obtenerse por una secuencia finita de extensiones cuadráticas con coeficientes racionales del cuerpo de los números complejos. Por lo dicho en el párrafo anterior, todo punto construible puede obtenerse por una tal secuencia de extensiones. Como corolario, se encuentra que el grado del polinomio mínimo para un número construible (y por tanto para cualquier longitud construible) es una potencia de 2. En particular cualquier punto o longitud construible es un número algebraico, sin embargo no cualquier número algebraico puede ser construido.
Tenemos pues que {\displaystyle ({\text{construible}}\Leftrightarrow {\text{expresable como secuencia de extensiones cuadráticas}})} o, equivalentemente,{\displaystyle ({\text{no construible}}\Leftrightarrow {\text{no expresable como secuencia de extensiones cuadráticas}})}. La herramienta para demostrar que ciertas construcciones son imposibles será esta: deduciremos que para hacer la construcción en cuestión es necesario construir un cierto número que no será expresable como secuencia de extensiones cuadráticas, luego el número no será construible y la construcción será, por tanto, imposible. Por ejemplo, en la duplicación del cubo este número será {\displaystyle {\sqrt[{3}]{2}}}.

## Ángulos construibles
Hay una biyección entre los ángulos construibles y los puntos que son construibles en cualquier circunferencia construible. Los ángulos construibles forman un grupo abeliano bajo la suma-módulo {\displaystyle 2\pi \;}(que se corresponde con la multiplicación de los puntos sobre la circunferencia unitaria, considerados como números complejos). Los ángulos construibles son exactamente aquellos cuya tangente (o equivalentemente, su seno o su coseno) es un número construible. Por ejemplo, el heptadecágono regular (polígono de 17 lados iguales) es construible porque:
{\displaystyle \cos {\left({\frac {2\pi }{17}}\right)}=-{\frac {1}{16}}\;+\;{\frac {1}{16}}{\sqrt {17}}\;+\;{\frac {1}{16}}{\sqrt {34-2{\sqrt {17}}}}\;+\;{\frac {1}{8}}{\sqrt {17+3{\sqrt {17}}-{\sqrt {34-2{\sqrt {17}}}}-2{\sqrt {34+2{\sqrt {17}}}}}}},
como descubrió Gauss.

Funciones trigonométricas.

En efecto, si el coseno de un ángulo es construible, construimos un segmento de esa longitud en el eje {\displaystyle X} desde el origen y trazamos la perpendicular a ese eje pasando por el extremo del segmento anterior. Si ahora construimos con el compás una circunferencia de radio unidad centrada en el origen y consideramos el punto donde esta corta la perpendicular anterior, el segmento que une este punto con el origen forma, por definición de coseno, el ángulo deseado con el eje {\displaystyle X}.
Además, que el coseno sea construible es equivalente a que lo sean el seno y la tangente, porque la existencia de cualquiera de ellos, por un procedimiento parecido al anterior, permite construir con regla y compás la figura de la derecha, donde están construidos todos.
Podemos decir que el heptadecágono es construible porque, al ser construible el ángulo que forman dos vértices consecutivos respecto del origen, podemos fijar el primer vértice e ir construyendo los siguientes a ese ángulo de los anteriores. En general, un {\displaystyle n}-ágono es construible si lo es el ángulo {\displaystyle {\frac {2\pi }{n}}}, es decir, como hemos visto antes, si {\displaystyle \cos \left({\frac {2\pi }{n}}\right)} (o equivalentemente el seno o la tangente) es construible.
El grupo de los ángulos construibles es cerrado bajo la operación que biseca los ángulos (que se corresponde con la obtención de raíces cuadradas), porque, como se ha escrito más arriba, dado un ángulo, podemos construir con regla y compás su ángulo mitad. 
Los únicos ángulos de orden finito que pueden construirse empezando con dos puntos son aquellos cuyo orden es el producto de una potencia de 2 por un elemento de un conjunto de diversos números primos de Fermat. Además, hay un conjunto denso de ángulos construibles de orden infinito.

## Construcciones con regla y compás como operaciones de aritmética compleja
Dado un conjunto de puntos en el plano euclídeo, basta seleccionar cualquiera de ellos para llamarlo 0 y cualquier otro para llamarlo 1, y elegir arbitrariamente una orientación, para poder considerar los puntos como un conjunto de números complejos.
Dada cualquiera de tales interpretaciones de un conjunto de puntos como números complejos, los puntos construibles utilizando construcciones válidas con regla y compás son precisamente los elementos del mínimo cuerpo que contiene al conjunto de puntos original, y que es cerrado con respecto a las operaciones de conjugación de complejos y raíz cuadrada (para evitar ambigüedades, puede limitarse la raíz cuadrada, imponiendo que el argumento complejo sea menor de {\displaystyle \pi \;}). 
Los elementos de este cuerpo son precisamente aquellos que pueden expresarse como una fórmula en la que intervienen los puntos originales y que solo incluye las operaciones de suma, resta, multiplicación, división, complejo conjugado y raíz cuadrada. Es fácil demostrar que los elementos así obtenidos son un subconjunto numerable, pero denso, del plano complejo. Cada una de las seis operaciones citadas se corresponde con una construcción simple con regla y compás. Por tanto, de la fórmula que define un número puede extraerse directamente la secuencia de construcciones simples con regla y compás que hay que realizar para construir el punto reflejado por la fórmula. 
En suma: si se aporta un conjunto de puntos (números complejos) como datos iniciales, y se pide la construcción de otro número complejo, que depende de los datos a través de una fórmula que solo contiene sumas, restas, multiplicaciones, divisiones, conjugación de complejos y raíces cuadradas, ese número "objetivo" es siempre construible en un número finito de pasos (de las construcciones básicas que se han descrito arriba), pasos que además se deducen automáticamente de la fórmula, aunque en muchos casos pueden encontrarse construcciones alternativas más eficientes, atajos de menos pasos.
Hay una alternativa que evita la elección arbitraria de dos puntos para que hagan de 0 y de 1. Dada una orientación arbitrariamente elegida, un conjunto de puntos determina un conjunto de ratios complejas dadas por la razón entre las diferencias de cualesquiera dos pares de puntos. El conjunto de ratios de ese tipo construible usando regla y compás a partir de tal conjunto inicial de ratios es precisamente el cuerpo más pequeño de los que contienen los ratios originales, y es cerrado para la conjugación compleja y la raíz cuadrada.
Por ejemplo, la parte real, imaginaria, y el módulo de un punto o ratio {\displaystyle z\;} (eligiendo uno de los dos puntos de vista antes descritos, el de asignar arbitrariamente puntos 0 y 1 o el de trabajar con ratios) son construibles, dado que pueden expresarse como:
{\displaystyle \Re (z)={\frac {z+{\bar {z}}}{2}}\;}
{\displaystyle \Im (z)={\frac {z-{\bar {z}}}{2}}\;}
{\displaystyle \left|z\right|={\sqrt {z{\bar {z}}}}\;}
La duplicación del cubo y la trisección del ángulo requieren ratios que son solución de ecuaciones cúbicas, en tanto que la cuadratura del círculo requiere un ratio trascendente. Ninguno de esos casos forma parte de los cuerpos antes descritos, y por tanto no existe construcción con regla y compás para estos problemas. Una excepción, en el caso de la trisección del ángulo, se da con ángulos especiales como cualquier {\displaystyle \phi \;} tal que {\displaystyle {\frac {\phi }{6\pi }}\;} sea un número racional que tenga como denominador el producto de una potencia de dos y de  distintos números primos de Fermat.

## Construcciones imposibles
Los antiguos griegos pensaban que los problemas que no sabían resolver eran simplemente difíciles, no irresolubles. Con los métodos modernos, sin embargo, se ha demostrado de forma lógica que esas construcciones son imposibles de realizar. (Los problemas, en cambio, sí que son posibles; basta eliminar la restricción de haerlos sólo con regla y compás, como ya sabían los griegos.)

### Cuadratura del círculo

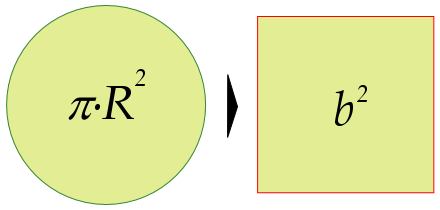
Cuadratura del círculo

El más famoso de los problemas griegos, la cuadratura del círculo plantea la construcción de un cuadrado cuya superficie sea la misma que la de un círculo dado; y, por supuesto, resuelto con regla y compás.
Se ha demostrado que cuadrar el círculo de esta forma es imposible, dado que implica encontrar un número trascendente, a saber {\displaystyle 1 \over {\sqrt {\pi }}}. Usando regla y compás solo es posible generar números algebraicos, y, de hecho, no todos ellos, como se ha discutido previamente. La frase "cuadratura del círculo" o "cuadrar el círculo" se usa frecuentemente con el sentido de "hacer algo imposible". Con gran fortuna, puesto que es tan imposible como obtener algo distinto de cuatro sumando dos más dos, o dibujar en el plano euclídeo un triángulo que tenga los tres ángulos obtusos.
Sin embargo, si no se exige resolver el problema con solo regla y compás, resulta sencillo hacerlo con una amplia variedad de métodos geométricos y algebraicos. El problema fue resuelto de esta forma muchas veces, ya en la antigüedad.

### Duplicación del cubo
Duplicar el cubo consiste en construir el lado de un cubo que tenga el doble de volumen que otro cubo cuyo lado se da como dato del problema. Por supuesto, debe hacerse con regla y compás. Es imposible, porque la raíz cúbica de 2, pese a ser un número algebraico, no puede obtenerse de los números enteros por suma, resta, multiplicación, división y extracción de raíces cuadradas, que son las únicas operaciones que pueden hacerse con regla y compás. Esto es así porque el polinomio mínimo de la raíz cúbica de 2 sobre los racionales tiene grado 3. Una demostración en detalle se puede leer en el artículo específico sobre la duplicación ya citado.
Sin embargo, basta con que se permita utilizar una regla con dos marcas y un compás para que sea posible duplicar el cubo. Una construcción con estas herramientas se describe en el mismo artículo.

### Trisección del ángulo
Partiendo de un ángulo dado, trisecarlo significa construir un ángulo que mida justo un tercio del ángulo dado. Se demuestra que ello requiere obtener la raíz cúbica de un número complejo cualquiera, con valor absoluto 1; y esto resulta imposible hacerlo sólo con regla y compás.
Se puede esbozar una demostración más completa para el caso de que el ángulo sea de 60°; habiendo demostrado la imposibilidad para este ángulo particular, habremos demostrado de hecho la imposibilidad de una construcción para un ángulo general, pues esta tendría que valer para el caso concreto de 60°. 
Veamos la demostración en detalle para este ángulo. Si fuera trisecable, podríamos construir el ángulo de 20° y, entonces, el polinomio mínimo de {\displaystyle \cos(20^{\circ })} tendría que ser de un grado potencia de dos (2,4,8,...). Esto es así porque, como se ha visto antes, construir un ángulo equivale a construir un punto en la circunferencia que subtienda ese ángulo, por lo que tangente, seno y coseno del ángulo deberían ser números construibles, y ya se ha visto que solo los que resultan de polinomios de grado potencia de 2 son construibles.

Usando la identidad trigonométrica 
{\displaystyle \cos(3\alpha )=4\cos ^{3}(\alpha )-3\cos(\alpha )}
se obtiene, haciendo {\displaystyle \cos(20^{\circ })=:y}, que   
{\displaystyle 1=2\cos(60^{\circ })=8\cos ^{3}(20^{\circ })-6\cos(20^{\circ })=8y^{3}-6y\Rightarrow 8y^{3}-6y+1=0} 
de modo que, con el cambio de variable {\displaystyle x:=2y},  
{\displaystyle x^{3}-3x+1=0}. 
Si ese polinomio pudiera reducirse a grado 2, tendría una raíz racional que, por el teorema de la raíz racional, debería ser 1 o −1, que evidentemente no son raíces (basta una comprobación). Por lo tanto, el polinomio mínimo para {\displaystyle \cos(20^{\circ })} es de grado 3, es decir, {\displaystyle \cos(20^{\circ })} no es raíz de ningún polinomio de grado 2, de modo que {\displaystyle \cos(20^{\circ })} no es construible y por tanto el ángulo de 60° no puede ser trisecado. {\displaystyle \quad \square }
La trisección del ángulo, como muchas otras construcciones imposibles con regla y compás, puede llevarse a cabo fácilmente con el sistema más potente, aunque físicamente sea muy sencillo, de papeles doblados denominado origami. Los axiomas de Huzita (tipos de operaciones de doblado) permiten construir extensiones cúbicas (raíces cúbicas) de longitudes dadas, en tanto que con regla y compás solo pueden construirse extensiones cuadráticas (raíces cuadradas). Ver matemáticas de la papiroflexia para más información sobre este tema.

## Construcción de polígonos regulares
Algunos polígonos regulares (ejemplos son el hexágono y el pentágono) son fácilmente construibles con regla y compás; otros no. Esto nos lleva a la pregunta: ¿es posible construir cualquier polígono regular con regla y compás?
El primer avance relevante para resolver este problema se debe a Gauss, que mostró en 1801 que un polígono regular de n lados puede construirse con regla y compás siempre que los factores primos impares de n sean primos de Fermat distintos. Gauss conjeturó que esta condición debía ser también necesaria, pero no aportó una demostración de este hecho, que fue lograda por Pierre Wantzel en 1837.

Los primeros polígonos regulares construibles tienen los siguientes números de lados:
3, 4, 5, 6, 8, 10, 12, 15, 16, 17, 20, 24, 30, 32, 34, 40, 48, 51, 60, 64, 68, 80, 85, 96, 102, 120, 128, 136, 160, 170, 192, 204, 240, 255, 256, 257, 272... (sucesión A003401 en OEIS)
Se sabe que hay infinitos polígonos construibles con un número par de lados (porque, como la bisección de un ángulo es construible, dado un polígono de {\displaystyle n} construible, se pueden construir los de {\displaystyle 2n,4n,8n,\dots }; basta basta bisecar cada ángulo entre dos vértices consecutivos). Sin embargo, sólo se conocen 31 polígonos regulares construibles con un número impar de lados.

## Construcciones de figuras inscritas dentro de otras

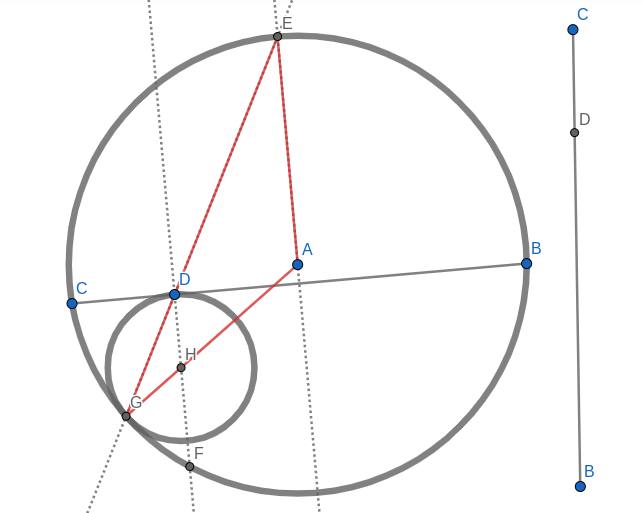
Círculo inscrito dentro de un segmento circular. (formato interactivo aquí)

Son muy comunes los problemas donde se busca inscribir una figura dentro de otra, por ejemplo: inscribir un círculo dentro de un triángulo, o viceversa. Para ello se aplican diferentes pasos como la bisección de los ángulos internos de un triángulo, para encontrar su circuncentro, etc. Aquí un ejemplo un poco más complejo sobre la construcción de un círculo inscrito dentro de un segmento circular (figura en la derecha y construcción interactiva aquí). Nótese que el círculo pequeño tiene una tangente común con el círculo que lo contiene; estas consideraciones se toman en cuenta para encontrar una construcción adecuada en función de las condiciones que se otorgan. En este caso, la condición es que dada la distancia {\displaystyle {\overline {CD}}}, se construya un círculo inscrito dentro del segmento circular, tal que {\displaystyle {\overline {CB}}} y el círculo exterior sean tangentes al círculo interior.

## Construcciones solo con regla o solo con compás
Es posible, de acuerdo con el teorema de Mohr-Mascheroni, obtener solo con compás cualquier construcción  que pueda hacerse con regla y compás (excepto el hecho de trazar una recta). Es imposible obtener una raíz cuadrada solo con regla, de modo que muchas construcciones factibles con compás no lo son con regla. Pero el teorema de Poncelet-Steiner demuestra que basta con disponer previamente de un único círculo y su punto central para que todo lo construible con compás lo sea también solo con regla (y el círculo y su centro previamente trazados).

## Construcciones extendidas

### Reglas marcables
Arquímedes y Apolonio de Pérgamo realizaron construcciones con «regla marcable», una regla en la que se puedan dibujar rayas para guardar memoria exacta de distancias. Esto les permitía, por ejemplo, partir de un segmento de recta, dos rectas (o círculos) y un punto, y trazar una nueva recta que pasara por el punto dado y se intersecara con las dos rectas iniciales, de modo que la distancia entre los puntos de intersección igualara la longitud del segmento dado. Esta construcción, llamada neusis (inclinación, tendencia), crea un segmento de recta de tamaño prefijado, que cumple la condición de tocar en sus extremos las dos rectas dadas, y además pasa por el punto dado, al que suele llamarse «polo».
Esto extendió la geometría más allá de los Elementos de Euclides. Euclides no tenía ningún axioma, ni podía demostrar ningún teorema, que mostrara siquiera la existencia de la neusis, de modo que no podía usarla en las construcciones. En esta geometría expandida, cualquier distancia cuya razón a una distancia dada sea la solución de una ecuación cúbica o cuártica es construíble. De manera que si se permite usar reglas marcables, y como consecuencia se permite la neusis, la trisección del ángulo y la duplicación del cubo pueden conseguirse. La cuadratura del círculo, en cambio, sigue siendo imposible. Algunos polígonos regulares no construibles con regla y compás clásicos, como el heptágono, lo son con regla marcable. Con neusis y todo, sin embargo, sigue siendo imposible construir muchos (de hecho, infinitos) polígonos regulares, empezando por el de once lados (endecágono).

### Origami
De modo similar, la teoría matemática del origami, o papiroflexia sin ningún instrumento, solo con hojas de papel, resulta más potente que la regla y compás clásicos. Igual que la regla marcable, el origami permite resolver ecuaciones cúbicas, lo que a su vez abre la resolución de cuárticas, la duplicación del cubo y la trisección del ángulo. Se ha demostrado que los puntos construibles por papiroflexia son exactamente los mismos que con regla marcable y compás; en particular, tampoco el origami permite resolver la cuadratura del círculo. Se pueden hacer también figuras de diversos modelos con el origami o papiroflexia tan solo con una hoja de papel.

### El cuerpo extendido
En términos abstractos, el uso de estas herramientas más potentes, ya sea la neusis de la regla marcable o el origami o papiroflexia, extienden el cuerpo de los números construíbles a un subcuerpo más amplio de los números complejos, que no solo contiene la raíz cuadrada, sino también la raíz cúbica de cualquier elemento (Como siempre, podemos evitar la ambigüedad sobre de qué raíz cúbica estamos hablando quedándonos solo con los argumentos complejos menores que {\displaystyle {\frac {2\pi }{3}}}, para que haya una sola). Las fórmulas aritméticas de los puntos construíbles que hemos descrito más arriba tienen sus análogas en este cuerpo extendido, permitiendo ahora fórmulas que incluyen también raíces cúbicas.

### Trisectar un segmento de recta
Es posible trisectar un segmento, incluso, dividirlo en cuántas partes se desee, haciendo uso del primer Teorema de Tales.

Procedimiento geométrico de trisección de un segmento de recta

Así dado un segmento de recta AB es posible dividirlo en tres partes iguales se indica pues que ha de trazarse otro segmento de recta cuyo extremo coincida con algún extremo de AB se sigue con el trazo de una circunferencia con centro en el punto de coincidencia de ambos segmentos, incluido AB,    -El radio de la circunferencia debe ser igual que la mitad de AB para lo cual bisecte y halle así mediante el punto medio-. Trace una segunda circunferencia con centro en el punto de intersección de la primera circunferencia con el segundo segmento de recta, el radio es igual al de la primera circunferencia, siga nuevamente al cerciorarse que existen dos puntos de intersección entre la segunda circunferencia y el respectivo segmento de recta de lo contrario prolongue el segmento y al serlo así siga con el trazo de una tercera circunferencia cerca al vértice en oposición a aquel en que coinciden ambos segmentos de recta; (Excluyendo los puntos de intersección en el segmento AB además con el punto de coincidencia de ambos segmentos correspondientes al centro de la primera circunferencia, son tres puntos). Desígnese los puntos de intersección en aumento a partir del vértice:1,2 y 3.
Finalmente se traza desde el punto 3 un segmento de recta hasta el extremo contrario al vértice del segmento AB, compruébese al figurar un triángulo. Cada recta paralela de aquel segmento de recta que además cruce los puntos 2 y 3 intersecara el segmento de recta AB partiendo en tres partes.

## Investigaciones recientes
Simon Plouffe ha escrito un artículo en el que muestra cómo la regla y el compás pueden usarse como una sencilla computadora, dotada de insospechada potencia de cálculo.